# Bloodwork
Bloodwork, también conocida como Bloodworx (en Estados Unidos) y The Last Experiment (en Reino Unido), es una película de suspenso canadiense-estadounidense de 2012 dirigida por Eric Wostenberg y escrita por David Nahmod. La película está protagonizada por Travis Van Winkle, Tricia Helfer y Mircea Monroe. La producción fue filmada en Canadá bajo el título provisional Phase One, en noviembre y diciembre de 2009.

## Reparto
- Travis Van Winkle como Greg
- John Bregar como Rob Jeffries
- Tricia Helfer como Dr. Wilcox
- James Purcell como Taylor
- Yanna McIntosh como Patrica
- Sterling Jarvis como Curtis
- Rik Young como Nigel Denton
- Mircea Monroe como Stacey
- Tamara Feldman como Linnea
- Vas Saranga como Binal
- Albert Chung como Huy Lee
- Ardon Bess como Martel
- Anna Ferguson como Maggie
- Stephen Bogaert como Ira
- Joe Pingue como Aaron
- Brad Givoque como Comandante de operaciones especiales
- Eric Roberts como Hombre de traje

## Estreno
Bloodwork se lanzó en DVD en los Países Bajos y Japón en 2012, y en Blu-ray en Alemania en julio de 2013. La película también se lanzó en DVD en 2014; como The Last Experiment (Reino Unido) en marzo, y como Bloodworx (EE. UU.) en octubre.